# His Majesty's Coastguard
His Majesty's Coastguard (HMCG) est une section de la Maritime and Coastguard Agency responsable du lancement et de la coordination de toutes les opérations de recherche et de sauvetage en mer (SAR) dans la région britannique. Cela inclut la mobilisation, l'organisation et la répartition des ressources adéquates pour répondre aux besoins des personnes en détresse en mer ou risquant de se blesser ou de mourir sur les falaises ou le littoral du Royaume-Uni. Elle est également responsable des opérations d'hélicoptère de recherche et de sauvetage basées à terre à partir de 2015.
Brian Johnson est le directeur général de la Maritime and Coastguard Agency. Le contrôle opérationnel du service incombe au chef des garde-côtes.
Les garde-côtes ne sont ni une force militaire ni un organisme chargé de l'application de la loi, la défense des côtes relevant de la Royal Navy et le contrôle des frontières maritimes relevant de la Border Force. Cependant, l'organisation est un service en uniforme.

## Historique
Le HM Coastguard a été créé en 1822. En 1809, la Preventative Water Guard a été créée, et peut être considéré comme l’ancêtre immédiat des garde-côtes de Sa Majesté. Son objectif premier était de prévenir la contrebande, mais il était également chargé de prêter assistance aux épaves de navires. Pour cette raison, chaque station de Water Guard était équipée du mortier de Manby (le mortier tire une balle attachée depuis la rive jusqu'au navire détruit, ce système a été utilisé pendant de nombreuses années). En 1821, une commission d'enquête recommanda que la responsabilité du Preventative Water Guard soit transférée du Trésor britannique au conseil des douanes. Les Commissions des douanes et les Commissions des accises disposaient chacune de leurs propres forces préventives: des agents à cheval basés à terre et des agents embarqués en mer. Le comité a recommandé la consolidation de ces divers services connexes. Le Trésor accepta et, dans un procès-verbal du 15 janvier 1822, il fut ordonné de les placer sous l'autorité du Conseil des douanes et de nommer la Garde côtière.
La nouvelle Garde côtière a hérité d'un certain nombre de stations côtières et de maisons de surveillance de ses prédécesseurs ainsi que de plusieurs navires côtiers, qui lui ont fourni des bases pour ses opérations au cours des années suivantes. En 1829, les premières instructions de la Garde côtière furent publiées, traitant principalement de la discipline et de la prévention de la contrebande; elles ont également précisé que, lorsqu’un naufrage avait eu lieu, la Garde côtière était responsable de prendre toutes les mesures possibles pour sauver les vies, de prendre en charge le navire et de protéger les biens.En 1831, les garde-côtes ont pris la relève du blocus côtier pour la répression de la contrebande; ce qui lui a finalement donné autorité sur l'ensemble du littoral britannique.
Dans les années 1850, alors que la contrebande régressait, la surveillance des garde-côtes fut transférée du conseil des douanes à l'amirauté. Dans les décennies qui ont suivi, la Garde côtière a commencé à fonctionner davantage comme un service naval auxiliaire, un lieu de recrutement pour le futur personnel de la marine.
Au début du XXe siècle, le service des douanes (chargé de la protection des revenus) et le Bureau du commerce (chargé de la sécurité en mer) ressentaient de plus en plus d'insatisfaction à l'égard du service. À la suite de la Première Guerre mondiale, des mesures ont été prises pour remédier à ces carences. En 1923, les garde-côtes ont été rétablis en tant que service de sécurité et de sauvetage côtier, supervisé par le Board of Trade. Ses compétences en matière de communication maritime (acquises au cours des années de l’Amirauté, où les stations de transmissions étaient souvent surveillées par des officiers des gardes-côtes), furent mises en valeur grâce à l’utilisation des nouvelles technologies de communication pour la sécurité en mer. La volonté de recruter, de former et de coordonner le personnel de secours formé de volontaires a également été renouvelée lors de la création en 1931 d'un corps de sauvetage côtier, devenu plus tard le Service auxiliaire des garde-côtes (voir Service de sauvetage des garde-côtes, ci-dessous).
Pendant le reste du XXe siècle, les garde-côtes ont continué à opérer principalement depuis des stations côtières locales (l'utilisation des navires avait diminué après 1923). En 1931, en Angleterre, il y avait 193 stations et 339 stations auxiliaires; en 1974, il restait encore 127 stations (occupées en permanence) et 245 stations auxiliaires. À partir des années 1960, toutefois, les priorités ne visaient plus le maintien du guet côtier mais la fourniture de services de recherche et de sauvetage coordonnés. Les anciennes maisons de surveillance, avec leur hébergement sur place et leurs remises annexes, ont cédé la place à de nouveaux centres de coordination de sauvetage en mer basés sur la technologie, beaucoup moins nombreux. Les efforts d'efficacité déployés dans les années 90 ont fait de la Garde côtière un organisme exécutif gouvernemental. En 1998, l'Agence de la sécurité maritime (Marine Safety Agency) et l'Agence des garde-côtes (Coastguard Agency) ont été réunies pour devenir l'Agence de la sûreté maritime et des garde-côtes (Maritime and Coastguard Agency).

## Service de sauvetage des garde-côtes
Le Coastguard Rescue Service est composé de 352 équipes situées près de la côte dans des stations du Royaume-Uni. Les équipes sont composées d’officiers de sauvetage des gardes-côtes (CRO) et de volontaires formés pour effectuer des opérations de sauvetage et fournir une assistance aux personnes en détresse sur la côte britannique. Il y a environ 3 500 CRO actuellement, ils effectuent des opérations de sauvetage par corde, des sauvetage dans la boue, des sauvetage en mer et des recherches par tous temps. Les équipes sont appelées par le Centre national des opérations maritimes (CNOM) ou les centres d’opérations des gardes-côtes (CGOC) et interviennent en cas d’urgence. Ils aident également d'autres autorités telles que la police, les pompiers et les ambulances grâce à leurs compétences spécialisées. Les équipes de sauvetage des garde-côtes (CRT) fournissent également des conseils de sécurité aux personnes qu’elles secourent et aux membres du public.
Après avoir récupéré les victimes, les CRT fournissent l'assistance nécessaire, puis les transfèrent dans un lieu sûr. Les équipes apportent également un soutien aux bateaux de sauvetage et aux hélicoptères de sauvetage, à la charge des centres d’opérations.

### Recherche et sauvetage
Les équipes de sauvetage des garde-côtes procèdent aux recherches sur le littoral dépendant de leur secteur, qui, selon l’emplacement de l’équipe, peut être une falaise urbaine ou éloignée. Les recherches peuvent porter sur des navires, des épaves, des personnes ayant abandonné un navire ou des personnes disparues..

### Sécurité aquatique et sauvetage
En raison de la nature du travail effectué par les CRO, ils sont formés pour être en sécurité quand ils sont dans l’eau ou à proximité. Ils sont aussi formés pour être en mesure de mener à bien des opérations de sauvetage dans des conditions extrêmement difficiles. L'équipe travaille de concert pour aider la victime à sortir du danger tout en veillant à la sécurité de chaque membre du groupe.
La formation du CRT dépendra de son emplacement. Toutes les équipes sont formées aux méthodes de recherche à terre, au sauvetage en mer et aux premiers soins.

### Sauvetage dans la boue
Le sauvetage dans la boue est décrit comme le type de sauvetage le plus exigeant physiquement. Les secouristes boue marchent sur la boue en utilisant du matériel pour les empêcher de rester bloqués et pour récupérer les blessés. Dans la plupart des cas, il s’agit de personnes trop fatiguées pour continuer à marcher dans la boue et ayant voulu prendre un raccourci. Les CRT disposent également d’équipements de sauvetage pour extraire les personnes profondément enlisées dans la boue, notamment des passerelles de secours gonflables, des lances boue et des chaussures spécialisées inspirées des pieds de canard.

### Sauvetage à la corde
Les méthodes de sauvetage à la corde consistent à récupérer les victimes qui sont tombées ou qui sont coincées sur des falaises. Les équipes travaillent ensemble pour descendre un sauveteur le long de la falaise, qui évaluera le blessé, fournira les soins de premiers secours si nécessaire, puis remontera le blessé au sommet de la falaise, avant de transférer ce dernier au urgences si nécessaire.

## Rôle et responsabilités

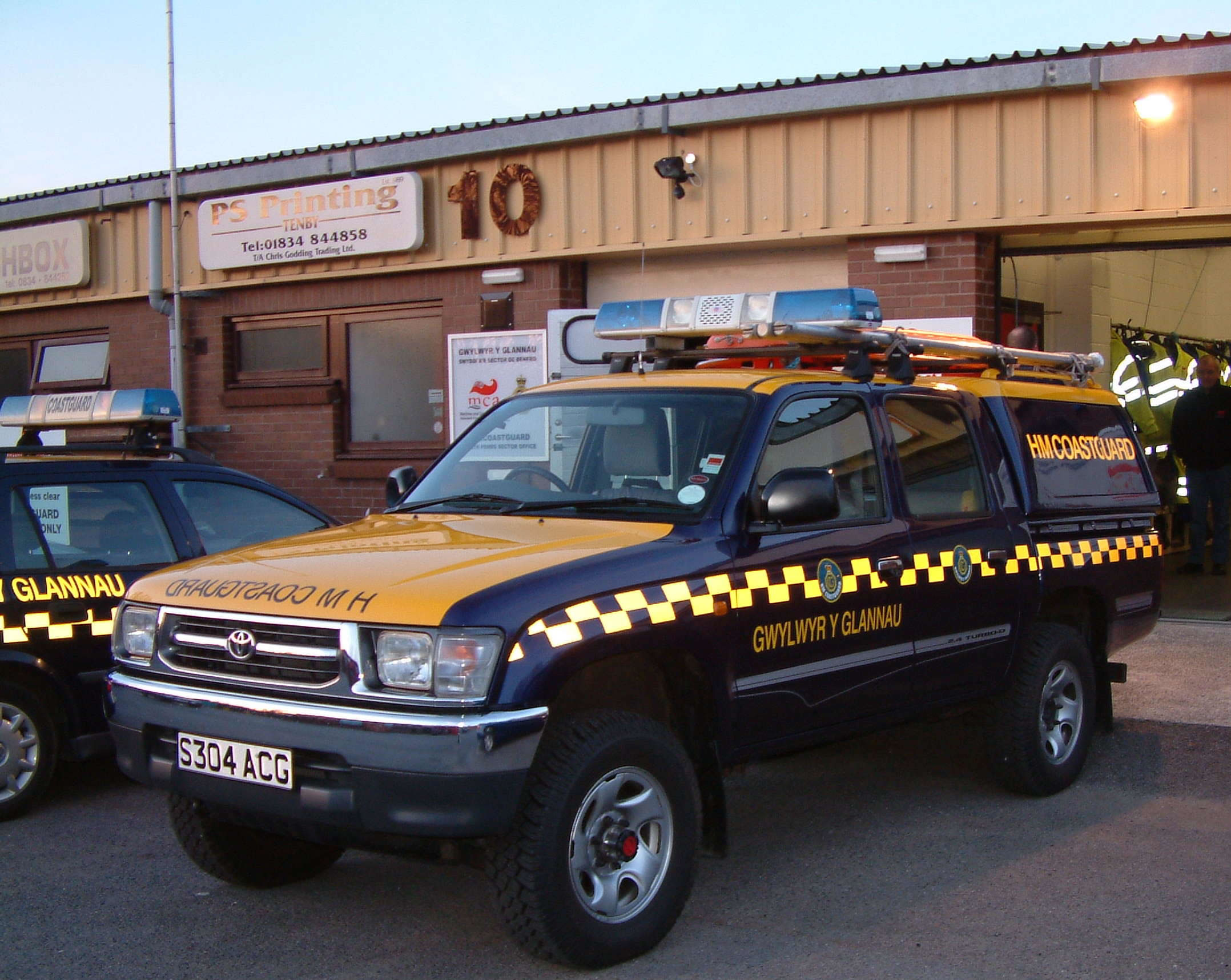
Véhicules typiques des garde-côtes à Tenby

La Maritime and Coastguard Agency (MCA) est une agence exécutive chargée dans l’ensemble de la Grande-Bretagne de mettre en œuvre la politique du gouvernement en matière de sécurité maritime. Cela comprend le lancement et la coordination de recherches et de sauvetage en mer ou sur les côtes par l’intermédiaire des garde-côtes, la vérification de la conformité des navires aux règles de sécurité britanniques et internationales et la prévention de la pollution côtière.
Les urgences typiques auxquelles les garde-côte sont confrontés comprennent:
- Personnes en difficulté dans l'eau;
- Personnes en difficulté sur le littoral;
- Embarcation de plaisance avec problèmes;
- Urgences médicales sur des navires, des installations ou des îles au large des côtes;
- Incidents impliquant des installations pétrolières;
- Les personnes menaçant ou tentant de se suicider sur la côte ou sur des ponts traversant des estuaires;
- Personnes disparues sur la côte;
- Navires marchands avec des problèmes;
- Évacuer des blessés ou des malades en mer;
- Échouements;
- Collisions en mer;

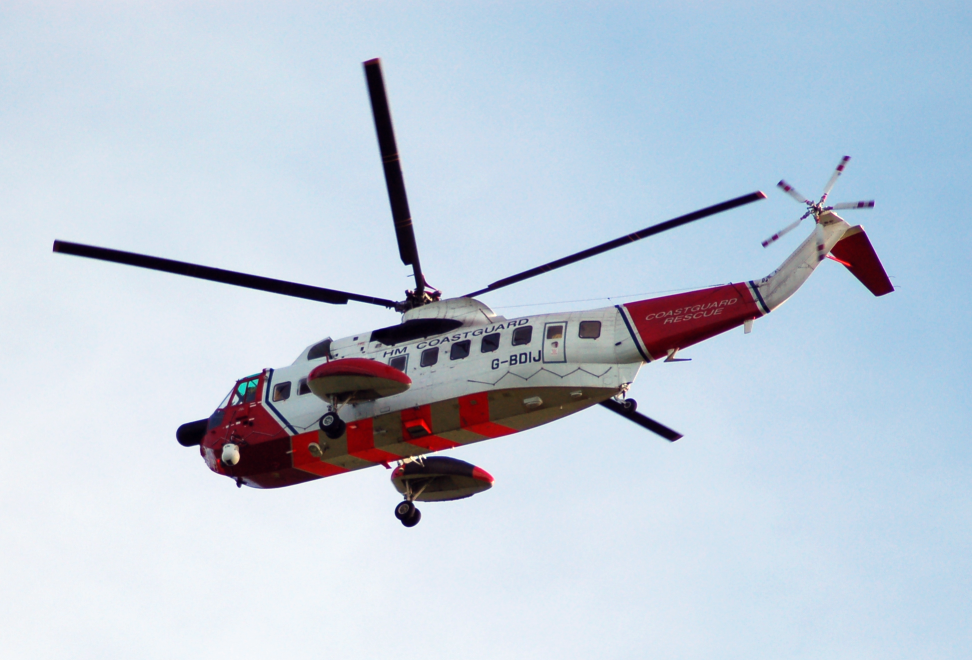
Hélicoptère des garde-côtes "India Juliet" survolant le Dorset en 2008

Les navires en détresse ou le public rapportant un accident doit effectuer un appel Mayday sur la radio MF, le canal radio VHF maritime 16 ou en composant le 999 ou le 112 au téléphone. Les CGOC Coastguard surveillent en permanence toutes les fréquences de détresse en mer (y compris la fréquence internationale de détresse VHF de 156,8 MHz) et ont accès à des systèmes de surveillance par satellite. Le CGOC des garde-côtes coordonne ensuite l'intervention d'urgence. Cela implique normalement l'activation de moyens comme le lancement d'un canot de sauvetage RNLI local (le RNLI étant une organisation indépendante), le lancement d'un canot de sauvetage indépendant, le déploiement d'une équipe de sauvetage côtière locale, d'un hélicoptère de recherche et de sauvetage, ou la sollicitation d'assistance de la part des navires dans le secteur. Selon les circonstances de chaque incident, le CGOC Coastguard peut également demander que d'autres services d'urgence soient déployés sur l'incident. Les actifs concourant souvent aux sauvetages en mer incluent notamment :
- Les équipes CRO d’intervention initiale et de sauvetage;
- Bateaux de sauvetage côtiers, bateaux de sauvetage tout temps et aéroglisseurs de sauvetage côtiers exploités par la Royal National Lifeboat Institution
- Autres services de sauvetage côtiers désignés
- Hélicoptères de recherche et de sauvetage sous contrat avec le MCA
- Avions et hélicoptères de la Royal Air Force (RAF) et de la Royal Navy (RN)
- Navires de remorquage d'urgence (ETV) - puissants remorqueurs sous contrat avec le MCA
- Équipes des services d'incendie désignées pour le sauvetage en falaise et dans la boue, ainsi que pour la lutte contre l'incendie et l'intervention en cas d'incident chimique sur les navires en mer
- Unités de surveillance des plages désignées

Le Coastguard dispose de dix hélicoptères de sauvetage basés autour du Royaume-Uni (aéroport de Stornoway, aéroport de Sumburgh, Prestwick, aéroport d’Inverness, aéroport de Caernarfon, Humberside, St Athan, Lydd, aéroport de Newquay, Lee-on-the-Solent).

## Lieux

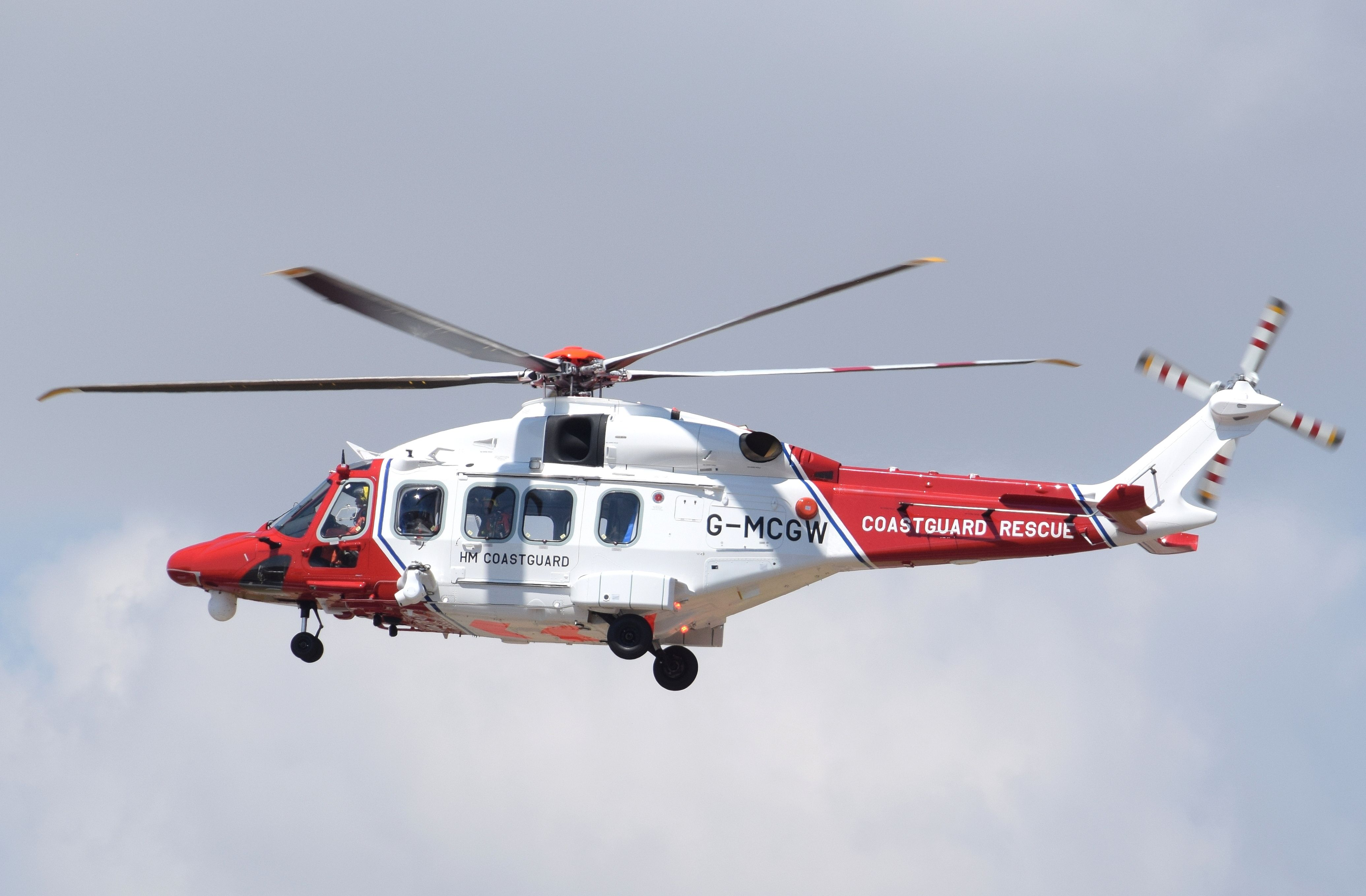
Un hélicoptère AgustaWestland AW189 des garde-côtes, opéré par, arrive au RIAT 2018

Le HM Coastguard coordonne les activités depuis 10 centres d'opérations de gardes-côtes (CGOC) et d'un centre national d'opérations maritimes (NMOC) :
- Aberdeen
- Belfast
- Shetland
- Stornoway
- Falmouth
- Holyhead
- Milford Haven
- Douvres
- Humber (Bridlington)
- Londres
- National Maritime Operations Centre à Fareham

Tous les centres fonctionnent 24 heures par jour. En plus des centres d'opérations, les équipes de sauvetage Coastguard sont basées localement dans un certain nombre d'endroits à travers le Royaume-Uni.

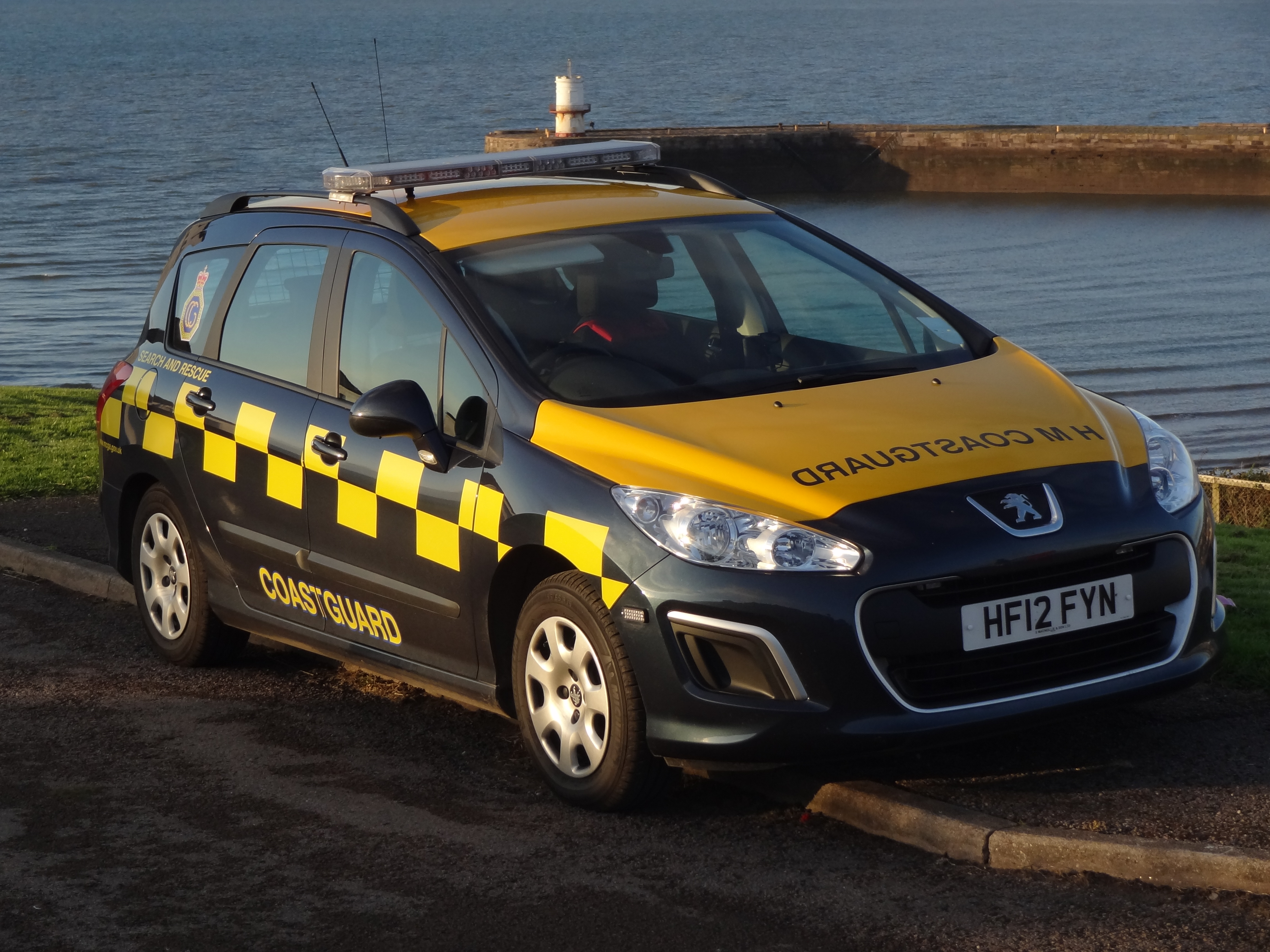
Une Peugeot 308 à Whitehaven

### Changements récents

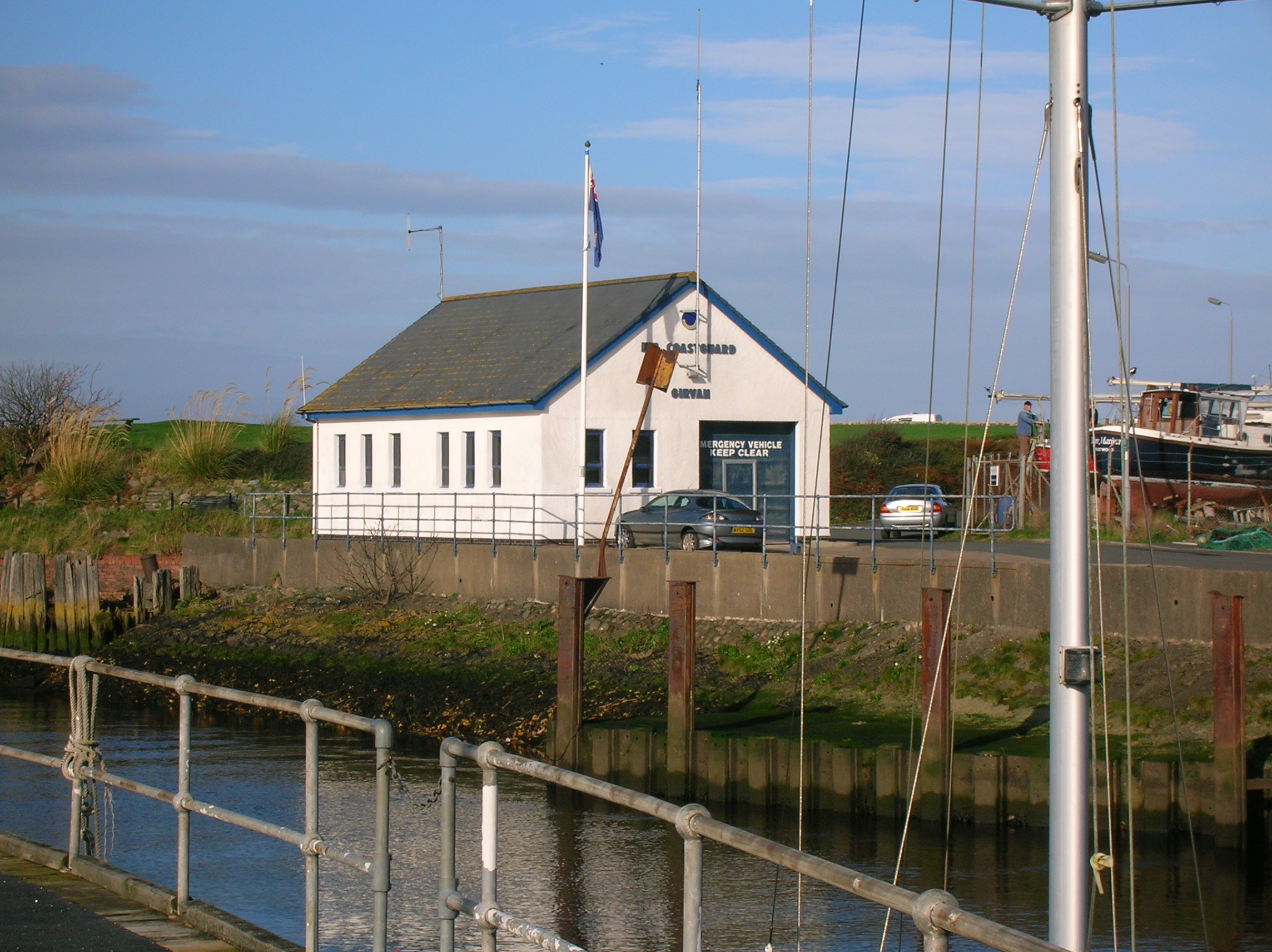
Her Majesty's Coastguard station at Girvan, Ayrshire, Scotland

La modernisation des HM Coastguard a été achevée le 31 décembre 2015. Cela a entraîné une réduction significative du nombre de centres d'opérations (appelés à l'époque MRCC). La capacité opérationnelle des centres suivants a été transférée aux centres d'opérations de la Garde côtière (CGOC) récemment nommés, sous la supervision du CNOM :
- Clyde (fermé, zone transférée à Stornoway et Belfast)
- Forth (fermé, zone transférée à Aberdeen)
- Brixham (fermé, zone transférée à Falmouth et au NMOC)
- Portland (fermé en septembre 2014, zone transférée au NMOC)
- Solent (fermé en septembre 2014, zone transférée au NMOC)
- Great Yarmouth (fermé, zone transférée à Humber)
- Liverpool (fermé, zone transférée à Holyhead)
- Swansea (fermé, zone transférée à Milford Haven)
- Thames (fermé, zone transférée à Dover)

La CNOM surveille les opérations dans le reste du réseau national dans les autres centres. En outre, le petit centre des gardes-côtes de Londres, qui est annexé au siège de l'autorité du port de Londres, continue à surveiller l'activité sur la Tamise.

## Équipement

### Bateaux
Depuis 2014, la Maritime and Coastguard Agency exploite un certain nombre de bateaux pneumatiques à coque rigide (RHIB) Pacific 32 stationnés à divers endroits du Royaume-Uni.

### Aéronefs
En vertu d'un contrat de 1,6 milliard de livres sterling d'une durée de 10 ans débutant en 2015, Bristow Helicopters (en) est responsable des opérations de recherche et de sauvetage au Royaume-Uni pour le compte du HM Coastguard. En vertu du contrat, 22 hélicoptères Sikorsky S-92 et AgustaWestland AW189 sont exploités à partir de 10 emplacements situés dans les îles britanniques. Dix S-92 sont déployés, deux par site, à Stornoway et à Sumburgh, ainsi qu’à de nouvelles bases aux aéroports de Newquay, Caernarfon et Humberside. Dix AW189 sont en opération, deux par site, à Lee-on-the-Solent (doté d'un nouveau hangar), sur l'aéroport de Prestwick, ainsi sur de nouvelles bases qui sont établies aux aéroports de St Athan et Inverness. Toutes les bases sont opérationnelles 24 heures sur 24.
À l'heure actuelle, en raison de problèmes d'approvisionnement, la RU britannique utilise des avions AW139 plus petits au lieu des AW189 spécifiés à l'origine dans le contrat, mais cela devrait bientôt être réglé.
Avions (exploités par RVL Aviation sous contrat)
- Cessna 404 - patrouille anti-pollution, surveillance, recherche et sauvetage
- Reims-Cessna F406 - patrouille anti-pollution, surveillance, recherche et sauvetage
- Cessna 310 - patrouille anti-pollution, surveillance, recherche et sauvetage
- Cessna 402 - patrouille anti-pollution, surveillance, recherche et sauvetage

Hélicoptères (exploités par Bristow Helicopters (en) sous contrat)
- 12 Sikorsky S-92 -recherche et sauvetage
- 10 AgustaWestland AW139 - recherche et sauvetage
- 3 ou plus AgustaWestland AW189 - recherche et sauvetage

### Communications
Une variété de plates-formes de communication sont utilisées en fonction de l'actif et de la situation. Les communications impliquant les équipes de sauvetage des garde-côtes, les bateaux de sauvetage côtiers (exploités par RNLI), les autres équipes de sauvetage désignées et les moyens aériens SAR (MoD et MCA) se font généralement par radio marine VHF. La communication entre les navires normaux et les centres de coordination des garde-côtes côtiers/des opérations de sauvetage en mer peut s'effectuer par radio VHF, radio MF et téléphone (satellite, ligne terrestre et mobile).